# Stedet
Stedet (norwegisch für Stätte, in Australien Nora Island) ist eine kleine Insel vor der Mawson-Küste des ostantarktischen Mac-Robertson-Lands. In der Utstikkar-Bucht liegt sie unmittelbar nördlich des Falla Bluff.
Norwegische Kartographen, die sie auch benannten, kartierten sie anhand von Luftaufnahmen der Lars-Christensen-Expedition 1936/37. Wissenschaftler der Australian National Antarctic Research Expeditions benannten sie dagegen 1959 nach Eleonor „Nora“ Bolza (1920–2014), Ehefrau von Alfons Bolza (* 1918), der 1958 als Wetterbeobachter auf der Mawson-Station tätig war.